# Tempête tropicale Jerry (2001)
Pour les articles homonymes, voir Cyclone tropical Jerry.
La  tempête tropicale Jerry  est le douzième cyclone tropical et la dixième tempête tropicale de la Saison cyclonique 2001 dans l'océan Atlantique nord.
Jerry aura été un cyclone de courte durée de vie se formant au large des Petites Antilles et les traversant avant de dissiper en Mer des Caraïbes.

## Évolution météorologique
Une onde tropicale quitte les environs de Conakry et rejoint l'Atlantique tropicale le 1er octobre. Cette onde suit de près une autre onde qui deviendra par la suite l'Ouragan Iris, et qui était passée dans la même région le 28 septembre. Elle traverse l'Atlantique en direction de l'ouest, dans le flux des alizés. En arrivant aux environs de la longitude 40° Ouest, l'onde commence à développer. Elle présente une hausse de l'activité convective, ainsi qu'une courbure cyclonique.
Son développement stagne alors deux jours, puis son renforcement reprend, marqué par une concentration de la couverture nuageuse dans la journée du 6 octobre. Ceci aboutit à la formation de la dépression tropicale Douze le 6 octobre à 12 h UTC. La dépression est alors située à 1 000 km à l'est-sud-est de la Barbade. La dépression continue son mouvement l'ouest-nord-ouest, en périphérie de l'anticyclone des Bermudes. Sa vitesse de déplacement est plutôt élevée, à environ 25 km/h ou 30 km/h. Les conditions sont alors favorables à son développement. Les eaux sont chaudes, et le cisaillement de vent est faible. La dépression se renforce, et approche le statut de tempête tropicale. Durant les premières heures du 7 octobre, une poussé convective s'établit avec des sommets de nuages à −80 °C. En conséquence, la dépression Douze est reclassée en tempête tropicale Jerry. Pourtant, le centre de bas niveau reste difficile à localiser.
La première reconnaissance aérienne arrive dans Jerry le 7 octobre. Elle apporte une telle aide au National Hurricane Center que le prévisionniste Jarvinien commencera le bulletin de discussions en ces termes : « Ahhhhh!!! Life is good when the recon arrives. Thank you air force reserve!! ». Il devient alors évident que Jerry a une mauvaise organisation et les données de la reconnaissance montrent que Jerry possède un ensemble de centres de bas niveau alignés du sud-ouest au nord-est. Cet élément indique sans doute que l'ancien axe de l'onde tropicale n'était pas suturé. Le centre de bas niveau principal se relocalise alors plus au nord durant la journée du 7 octobre. Jerry passe dans le même temps à 75 km au sud de la Barbade et ralentit quelque peu. Cependant, l'anticyclone au nord de sa position le force à reprendre une trajectoire vers l'ouest-nord-ouest. Jerry se renforce alors quelque peu et une dépression d'altitude au nord-est renforce le cisaillement de vent, maintenant un vent d'ouest ou nord-ouest au sommet de Jerry.

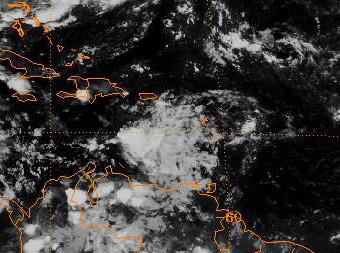
La dépression résiduelle de Jerry, le 9 octobre, en mer des Caraïbes

Dans la journée du 8 octobre, une nouvelle reconnaissance aérienne met en évidence l'absence d'une circulation fermée. Une large circulation mal définie avec de multiples petits centres est trouvée. Un centre avec une pression de 1 004 hPa est trouvé dans un tourbillon au nord de la convection, ce qui justifie cependant son maintien en tempête tropicale. La dépression tropicale Douze avait initialement une pression de 1 008 hPa, qui avait baissé jusqu'à présent de 2 hPa à 1 006 hPa. Cette nouvelle baisse de la pression de 2 hPa, portait le total à une de 4 hPa sur 42 h, ce qui est extrêmement faible et expliquait sans doute que l'ancien axe de l'onde tropicale n'est jamais pu être suturé.
Plus tard, des observations par satellite ont indiqué que la tempête était mal organisée, avec une masse nuageuse allongée et un centre secondaire déplacé au nord-ouest. Le cisaillement du vent vertical du nord-ouest se maintient, perturbant la divergence du niveau supérieur de Jerry. Son organisation continua à se détériorer, et plus tard le 8 octobre, des données de l'avion de reconnaissance indiquèrent que le système avait faibli en une large zone de basse pression avec des rafales dispersés principalement à l'est de ce qui reste du centre. Finalement, le 8 octobre à 18 h UTC, Jerry est déclassé en dépression tropicale. Jerry se dissipa peu après, le 9 octobre à 0 h UTC à 370 km au sud de Porto Rico.

## Préparatifs
Une veille, émise le 6 octobre à 21 h UTC, a été revue en alerte à la tempête tropicale le lendemain à 12 h UTC. Ce même jour à 18 h UTC, une alerte à la tempête tropicale est émise pour Saint-Vincent-et-les-Grenadines et Grenade. Toutes ces alertes seront levées le soir ou le lendemain 8 octobre.

## Impacts
Jerry n'a causé que des dégâts minimes en traversant les îles du Vent et les Petites Antilles. Une station en Martinique a signalé des vents soutenus de 72 km/h le 8 octobre. Des averses fortes et des vents violents ont été signalés sur les Petites Antilles. Les bandes extérieures de Jerry ont donné de faibles précipitations à la Grenade le 8 octobre, mais aucun dégât n'a été signalé. Aucun navire n'a signalé de vents de force tempête tropicale, bien que la Barbade ait signalé une pression minimale de 1 007 hPa.